# Wolfbrigade
I Wolfbrigade (formatisi col nome di Wolfpack) sono un gruppo crust punk svedese, formata da membri degli Anti Cimex, Obscure Infinity e Harlequin Band.

## Storia
Il cantante originale del gruppo fu costretto ad abbandonarlo nel 1998, a causa di una infezione alle vie respiratorie. Al gruppo si è quindi aggiunto Jocke, tuttora il cantante del gruppo, un amico di infanzia di Erik e Frank. All'incirca nello stesso periodo il gruppo cambiò il proprio nome, abbandonando quello originale di Wolfpack, a causa di una omonimia con una associazione neo-nazista svedese. Nel 2002 l'originale batterista, Frank, lasciò, e al suo posto arrivò Dadde.
Nel gennaio 2007, dopo una pausa di 3 anni, il gruppo ha dichiarato di essere al lavoro per la produzione di un nuovo album.

## Formazione

### Formazione attuale
- Micke - voce
- Jocke - chitarra
- Erik - chitarra
- Johan - basso
- Dadde - batteria

### Ex componenti
- Marcus - basso
- Frank - batteria
- Jonsson - voce

## Discografia

### Come Wolfpack
- 1995 - Bloodstained Dreams
- 1996 - A New Dawn Fades
- 1997 - Hellhound Warpig
- 1997 - Lychantro Punk
- 1998 - Wolfpack/Skitsystem (split)
- 1999 - Allday Hell

### Come Wolfbrigade
Album in studio
- 2002 - Progression/Regression
- 2003 - In Darkness You Feel No Regrets
- 2007 - Prey to the World
- 2008 - Comalive
- 2012 - Damned
- 2017 - Run with the Hunted
- 2019 - The Enemy: Reality

EP

- 2003 - Wolfpack Years
- 2004 - A D-beat Odyssey

Split
- 2000 - Schwadronen Des Todes/High-Tech Degradation (con gli Audio Kollaps)